# Barbatula euphratica
Barbatula euphratica är en fiskart som först beskrevs av Banarescu och Nalbant, 1964.  Barbatula euphratica ingår i släktet Barbatula och familjen grönlingsfiskar. Inga underarter finns listade.